# Torneo di Wimbledon 2024 - Doppio femminile per invito
Kim Clijsters e Martina Hingis erano le campionesse in carica, avendo vinto le due edizioni precedenti del torneo, e si sono confermate per la terza volta consecutive sconfiggendo in finale Ashleigh Barty e Casey Dellacqua con il punteggio di 6–4, 6–3.

## Tabellone

### Legenda
| - Q = Qualificato - WC = Wild card - LL = Lucky loser | - ALT = Alternate - SE = Special Exempt - PR = Protected Ranking | - w/o = Walkover - r = Ritirato - d = Squalificato |

### Finale
|  | Finale |                                |                                |   |   |  |
|  |        |                                |                                |   |   |  |
|  | A1     | Kim Clijsters Martina Hingis   | Kim Clijsters Martina Hingis   | 6 | 6 |  |
|  | B1     | Ashleigh Barty Casey Dellacqua | Ashleigh Barty Casey Dellacqua | 3 | 2 |  |

### Gruppo A
|    |                                         | Clijsters Hingis | Hantuchová Robson | Radwańska Schiavone | Black Stosur | RR W–L | Set W–L | Game W–L | Classifica |
| A1 | Kim Clijsters Martina Hingis            |                  | 6–1, 6–3          | 6–3, 6–2            | 7–5, 7–5     | 3–0    | 6–0     | 38–19    | 1          |
| A2 | Daniela Hantuchová Laura Robson         | 1–6, 3–6         |                   | 6(7)–7, 2–6         | 5–7, 5–7     | 0–3    | 0–6     | 22–39    | 4          |
| A3 | Agnieszka Radwańska Francesca Schiavone | 3–6, 2–6         | 7–6(7), 6–2       |                     | 6(5)–7, 2–6  | 1–2    | 2–4     | 26–33    | 3          |
| A4 | Cara Black Samantha Stosur              | 5–7, 5–7         | 7–5, 7–5          | 7–6(5), 6–2         |              | 2–1    | 4–2     | 37–32    | 2          |

La classifica viene stilata in base ai seguenti criteri: 1) Numero di vittorie; 2) Numero di partite giocate; 3) Scontri diretti (in caso di due giocatori pari merito); 4) Percentuale di set vinti o di game vinti (in caso di tre giocatori pari merito); 5) Decisione della commissione

### Gruppo B
|    |                                      | Barty Dellacqua  | Petkovic Rybáriková  | Konta Vandeweghe | Vinci Zheng          | RR W–L | Set W–L | Game W–L | Classifica |
| B1 | Ashleigh Barty Casey Dellacqua       |                  | 5–7, 6–3, [10–7]     | 6–4, 6–2         | 6–2, 6–4             | 3–0    | 6–1     | 36–22    | 1          |
| B2 | Andrea Petkovic Magdaléna Rybáriková | 7–5, 3–6, [7–10] |                      | 6–3, 6–4         | 7–6(3), 2–6, [10–12] | 1–2    | 4–4     | 31–32    | 3          |
| B3 | Johanna Konta CoCo Vandeweghe        | 2–4, 2–6         | 3–6, 4–6             |                  | 4–6, 4–6             | 0–3    | 0–6     | 21–36    | 4          |
| B4 | Roberta Vinci Zheng Jie              | 2–6, 4–6         | 6(3)–7, 6–2, [12–10] | 6–4, 6–4         |                      | 2–1    | 4–3     | 31–29    | 2          |

La classifica viene stilata in base ai seguenti criteri: 1) Numero di vittorie; 2) Numero di partite giocate; 3) Scontri diretti (in caso di due giocatori pari merito); 4) Percentuale di set vinti o di game vinti (in caso di tre giocatori pari merito); 5) Decisione della commissione